# سرگئی مرگلیان
سرگئی مرگلیان (ارمنی: Սերգեյ Մերգելյան؛ زاده ۱۹ مارس ۱۹۲۸ - درگذشته ۲۰ اوت ۲۰۰۸) یک ریاضیدان اهل ارمنستان بود. وی سهم بسزایی در تألیف «نظریه تقریبی» دارد. وی عضو فرهنگستان ملی علوم ارمنستان بود.

## زندگی‌نامه
۱۹ مه ۱۹۲۸ در سیمفروپول کریمه (شبه جزیره) به دنیا آمد. در سال ۱۹۴۷ از دانشگاه دولتی ایروان فارغ‌التحصیل شد. در سن ۲۴ سالگی به عضویت آکادمی علوم شوروی درآمد. مرگلیان نقش بسزایی در تأسیس «انستیتو پژوهشی علمی ماشین آلات ریاضی ایروان» (YerSRIMM) ایفا نمود. جایزه استالین در سال ۱۹۵۲ به وی اعطا شد. وی همچنین در سال ۲۰۰۸ میلادی برنده نشان مسروپ ماشتوتس شد. مرگلیان ۲۰ اوت ۲۰۰۸ در سن ۸۰ سالگی در لس آنجلس درگذشت و گورستان نووودویچی، در مسکو، روسیه به خاک سپرده شده‌است.

## نگارخانه

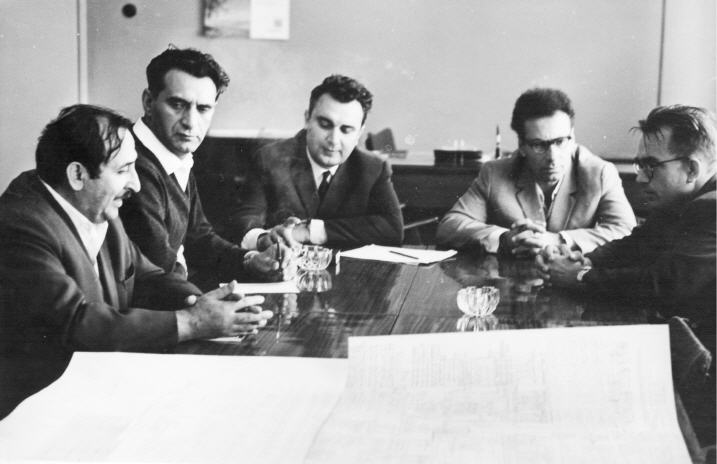
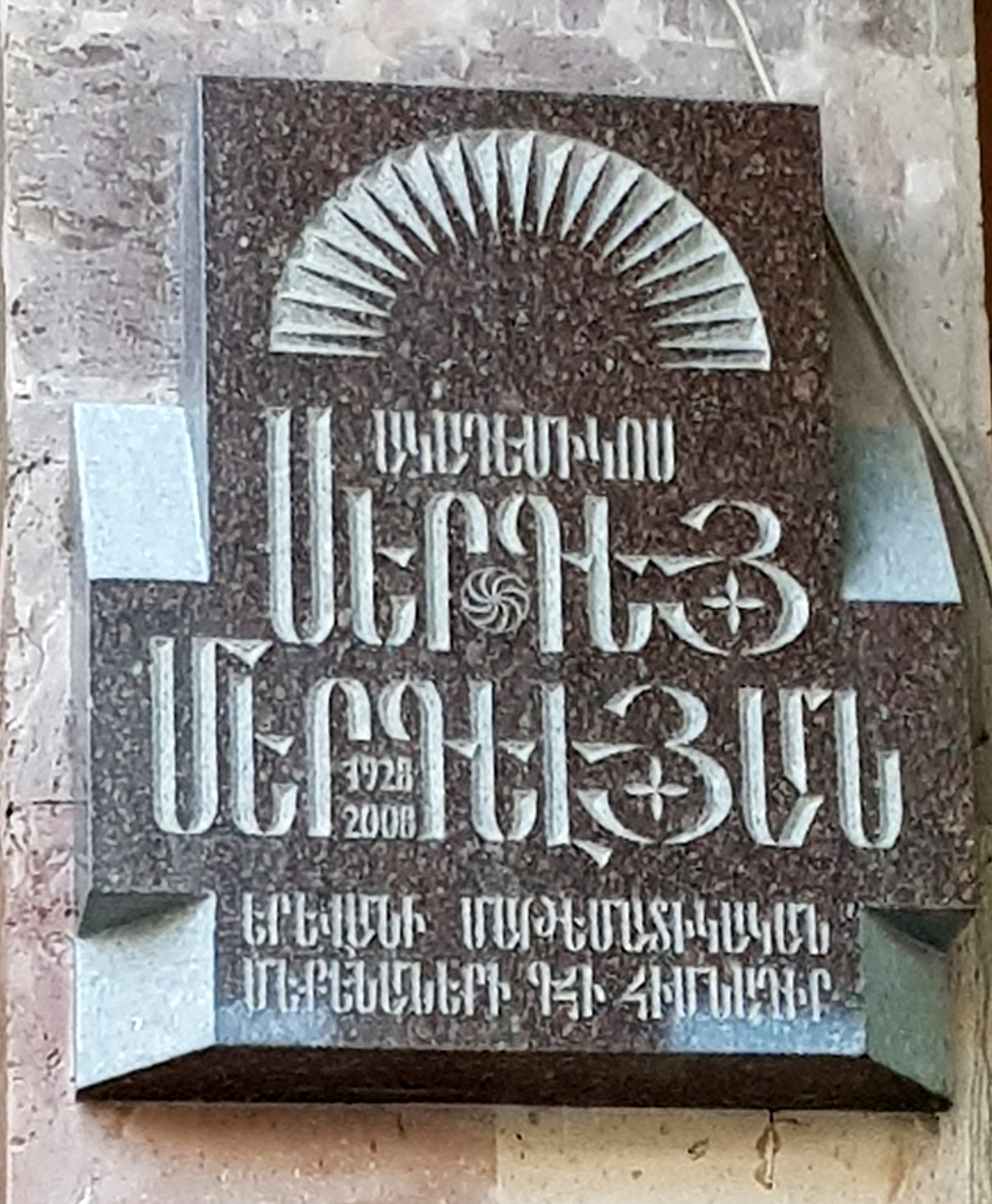